# Interaktionsübersichtsdiagramm
| Strukturdiagramme der UML      |
| ------------------------------ |
| Klassendiagramm                |
| Komponentendiagramm            |
| Kompositionsstrukturdiagramm   |
| Objektdiagramm                 |
| Paketdiagramm                  |
| Profildiagramm                 |
| Verteilungsdiagramm            |
| Verhaltensdiagramme der UML    |
| Aktivitätsdiagramm             |
| Anwendungsfalldiagramm         |
| Interaktionsübersichtsdiagramm |
| Kommunikationsdiagramm         |
| Sequenzdiagramm                |
| Zeitverlaufsdiagramm           |
| Zustandsdiagramm               |

Das Interaktionsübersichtsdiagramm (engl. interaction overview diagram) ist eine der 14 Diagrammarten in der Unified Modeling Language (UML), einer Modellierungssprache für Software und andere Systeme.

## Beschreibung
Das Interaktionsübersichtsdiagramm ist ein Verhaltensdiagramm, genauer eines der vier Interaktionsdiagramme. Es zeigt eine bestimmte Sicht auf die dynamischen Aspekte des modellierten Systems. Obschon ein Interaktionsübersichtsdiagramm eine graphische Darstellung einer Interaktion ist, unterscheidet es sich stark vom Sequenzdiagramm und vom Kommunikationsdiagramm, die zwei anderen Diagrammarten für die Modellierung von Interaktionen. In der Tat sind einige graphische Elemente eines Interaktionsübersichtsdiagramms aus dem Aktivitätsdiagramm entlehnt, einem weiteren Verhaltensdiagramm für die Modellierung von Aktivitäten.
Interaktionsmodelle können für komplexe Systeme sehr groß werden. Überschreitet die Zahl der beteiligten Lebenslinien und die Zahl der ausgetauschten Nachrichten ein bestimmtes Maß, drängt es sich auf, die Interaktion zu modularisieren und nach allgemein gültigen Prinzipien des Systementwurfs in kleinere, besser handhabbare Teile aufzuteilen, die auch mit Hilfe eines klassischen Sequenzdiagramms visualisiert werden können. Die Übersicht über die ganze Interaktion, also das Big Picture bzw. Gesamtbild, kann dann mit Hilfe des dafür vorgesehenen Interaktionsübersichtsdiagramms dargestellt werden.

## Beispiel

Beispiel eines Interaktionsübersichtsdiagramms

Die Abbildung zeigt ein Beispiel eines Interaktionsübersichtsdiagramms mit einem Kopf- und einem Inhaltsbereich. Das Schlüsselwort im Kopfbereich ist bei einem Interaktionsübersichtsdiagramm sd oder interaction.
In diesem Beispiel kombiniert das Interaktionsübersichtsdiagramm ein Sequenzdiagramm, das an Ort und Stelle (engl. inline) definiert ist, mit einer Interaktion (Drehtür für einen Durchgang freigeben), die anderswo modelliert und hier nur referenziert ist, erkenntlich am Schlüsselwort ref.
Der Kontrollfluss zwischen diesen beiden Interaktionen ist mit Elementen aus den Aktivitätsdiagrammen modelliert. Der Ablauf beginnt bei einem Startknoten und endet bei einem Endknoten für Aktivitäten. Ein Verzweigungsknoten zwischen den eingebetteten Interaktionen modelliert die Entscheidung, ob der Zugang freigegeben wird oder gesperrt bleiben soll.

## Unterschiede zur UML 1.4
Das Interaktionsübersichtsdiagramm wurde in der Version 2.0 der UML neu eingeführt.